# Каліївка
Калі́ївка — село в Україні, у Шосткинській міській громаді Шосткинського району Сумської області. Населення становить 315 осіб. Колишній орган місцевого самоврядування — Каліївська сільська рада. Розташовано за 25 км від райцентру.

## Географія
Село Каліївка знаходиться біля витоків річки Торкна. За 3,5 км розташоване село Гудівщина, за 5 км — село Вовна. По селу протікає струмок з загатами. Навколо села багато озер, у тому числі, озера Мачулище і Польове. Через село проходить автомобільна дорога Т 1908.

## Символіка
На гербі зображений козак Калій, засновник села на зеленому тлі (ландшафтний заказник Діброва). Козак стоїть на підкові а з боків знаходяться два озера з козацькими хрестами. В селі знаходяться два великі озера, а підкова символізує, що козак вибрав вдале місце для поселенняю Підкова також символізує витоки річки Торкна.

## Історія
Каліївка була заснована козаками у 1650-х рр. за гетьмана Богдана Хмельницького (1595-1657) на землях слобідки Прокопівка, яка раніше, за поляків в 1640-х рр., захопила Биринські грунти у верхів'ях річки Торкна. За переказом, першим поставив хату у низовині козак на прозвисько Калій, звідси – й назва села Каліївка.
У 1660 р. гетьман Юрій Хмельницький (1641-1685) подарував село Каліївку Чернігівській єпископії. Каліївка вперше значиться селом в універсалі гетьмана Івана Самойловича 1673 р., щодо маєтностей Чернігівської архієскопії. Отже, у селі Каліївці вже була церква святого Миколая. 
За даними опису Новгород-Сіверського намісництва 1779-1781 рр., село Каліївка Шептаківської сотні так само належало Чернігівському Борисоглібському монастирю. Воно знаходилося за 4 версти від села Прокопівки, в низовині при болоті. У Каліївці була одна дерев’яна церква, 2 священника, 2 причетника, 1 різночинець. 
Дерев’яна церква в селі Коліївка позначена на найстарішій карті Чернігівської губернії 1820 р. на правому березі річки Торкна, на перехресті доріг – головної з Новгорода-Сіверського на Середина-Буду через Прокопівку, Жихове та другорядного путівця з Глазова на Антонівку. За переказом, каліївська церква згоріла в середині ХІХ століття. Нова Миколаївська церква в Каліївці була збудована у 1854 р.
Під час організованого радянською владою Голодомору 1932—1933 років село було занесене на «чорну дошку».

## Населення
Згідно з переписом УРСР 1989 року чисельність наявного населення села становила 400 осіб, з яких 154 чоловіки та 246 жінок.
За переписом населення України 2001 року в селі мешкало 317 осіб.

### Мова
Розподіл населення за рідною мовою за даними перепису 2001 року:
| Мова       | Кількість | Відсоток |
| ---------- | --------- | -------- |
| російська  | 293       | 93.02%   |
| українська | 22        | 6.98%    |
| Усього     | 315       | 100%     |